# Dettenhausen
Dettenhausen település Németországban, azon belül Baden-Württembergben. Lakosainak száma 5630 fő (2023. december 31.).

## Népesség
A település népessége az elmúlt években az alábbi módon változott:
| Lakosok száma | 2485 | 2953 | 4015 | 4740 | 4793 | 5195 | 5283 | 5404 | 5441 | 5630 |
|               | 1961 | 1967 | 1974 | 1980 | 1987 | 1993 | 2000 | 2006 | 2013 | 2023 |